# Kapitán Bombarďák ve filmu
Kapitán Bombarďák ve filmu (v anglickém originále Captain Underpants: The First Epic Movie) je počítačově animovaný film z roku 2017 od 20th Century Fox režie Davida Sorena.

## Herecké obsazení
| Kevin Hart         | Georges Glousse |
| Thomas Middleditch | Harold Golade   |
| Jordan Peele       | Melvin Sneedly  |
| Kristen Schaal     | Edith           |
| Dee Dee Rescher    | Miss Ribble     |
| Mel Rodriguez      | Mr. Fyde        |
| Brian Posehn       | Mr. Rected      |
| David Soren        | Tommy           |
| Susan Fitzer       | Miss Dayken     |